# Abizol
Abizol – grupa polskich produktów opartych na bazie masy bitumicznej przeznaczonych do zabezpieczania budynków i budowli przed działaniem na nie wody i wilgoci. Mają właściwości spajające i zabezpieczające, stosowane są np. przy konserwacji dachów i łączeniu kolejnych warstw papy.
Przykładowe abizole:
- Abizol D – produkt o dużej zdolności klejowej łączącej papę, jutę. Jest używany w przypadku pokrywania dachu z papy asfaltowej. Wadą tego produktu jest mała odporność na temperaturę (powyżej 60 °C).

- Abizol G – jest produktem o dużej plastyczności i wytrzymałości na nacisk. Tworząc wodoszczelną powłokę jest stosowany w przypadku uszczelniania dachów. Ma zastosowanie w izolacji tuneli, zbiorników, do wypełniania i powlekania podłoża betonowego dając odporną powłokę dla wód gruntowych. Nadaje się do uszczelnień na linii metal-beton i papa (rury instalacyjne).

- Abizol P – lepik asfaltowy w formie półciekłej, używany w celu nakładania plastycznej powłoki, która ma działanie izolacyjne przeciwwilgociowe. Stosowany na zimno może być wykorzystywany do powłok na płyty paździerzowe.

- Abizol R – roztwór ponaftowego asfaltu mającego zdolność wnikania w pory betonowego podłoża, tworzy lepszą przyczepność z podłożem. Stosowany jest w przypadku gruntowania betonu pod przyszłe izolacje wodoszczelne i antykorozyjne. Wadą tego produktu jest mała odporność na działanie rozpuszczalników jak i odporność na temperaturę powyżej 60 °C.